# Caridea
Caridea là một cận bộ tôm gồm các động vật giáp xác mười chân, kích thước nhỏ, có khả năng bơi lội tốt. Chúng sinh sống trong cả môi trường nước ngọt, nước lợ lẫn nước mặn. Tôm trong tiếng Việt là một từ dùng để chỉ gần như toàn bộ bộ Giáp xác mười chân (Decapoda), ngoại trừ cận bộ Brachyura bao gồm các loài cua. Bài này nói về tôm thực sự (true shrimp). Xem thêm bài Tôm.

## Đặc điểm sinh học
Các cá thể thuộc cận bộ Caridea được tìm thấy trong tất cả loại môi trường nước, mà chủ yếu là ở biển. Khoảng một phần tư số loài được tìm thấy trong môi trường nước ngọt, bao gồm hầu hết các loài trong họ Atyidae và phân họ Palaemoninae trong họ Palaemonidae. Chúng bao gồm một số loài có giá trị thương mại quan trọng, chẳng hạn như 
Macrobrachium rosenbergii phân bố trên khắp các lục địa, ngoại trừ Nam Cực. Ở độ sâu tới 5.000 m (16.000 ft) dưới biển, vẫn có thể tìm thấy các loài trong cận bộ này, và chúng phân bố từ vùng nhiệt đới đến các cực.
Ngoài môi trường sống đa dạng, các loài trong cận bộ Caridea còn có các hình thức khác nhau rất nhiều, từ các loài chỉ dài vài milimét khi đã trưởng thành, cho những loài dài hơn 1 ft (0,30 m). Không kể đến các đặc điểm từ tổ tiên chung đã mất, các loài tôm này thường có một cặp cuống mắt, mặc dù đôi khi cặp cuống mắt này được đậy bởi phần giáp bảo vệ đầu ngực. Giáp cũng bao bọc cả mang, nước được bơm xuyên qua đó nhờ hoạt động của các bộ phận trên miệng.
Các loài này ăn tạp, tuy nhiên một số loài được chuyên hóa thông qua cách ăn của chúng. Một số ăn bằng cách lọc bằng cách sử dụng những chân tua tủa lông cứng của chúng như một cái sàng; một số loài lại cạo tảo từ đá. Một số loài trong chi Tôm gõ mõ dùng càng để tạo ra một sóng xung kích gây choáng con mồi. Nhiều loài tôm vệ sinh cũng thuộc cận bộ này, thường chải trên mình các loài cá sống ở rạn san hô và ăn các ký sinh trùng và mô hoại tử trên da cá. Ngược lại, các loài tôm này là nguồn thức ăn của các động vật khác, đặc biệt là các loài cá và chim biển, và là vật chủ của ký sinh trùng Bopyridae.

## Hình ảnh

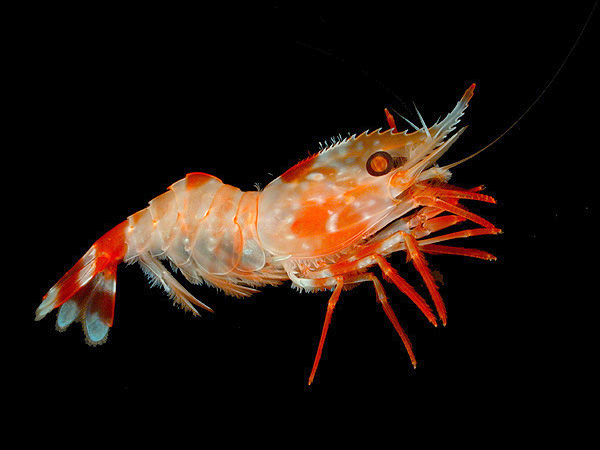
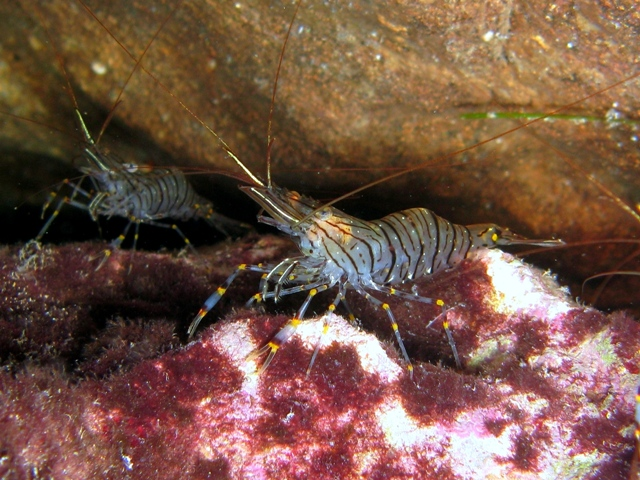
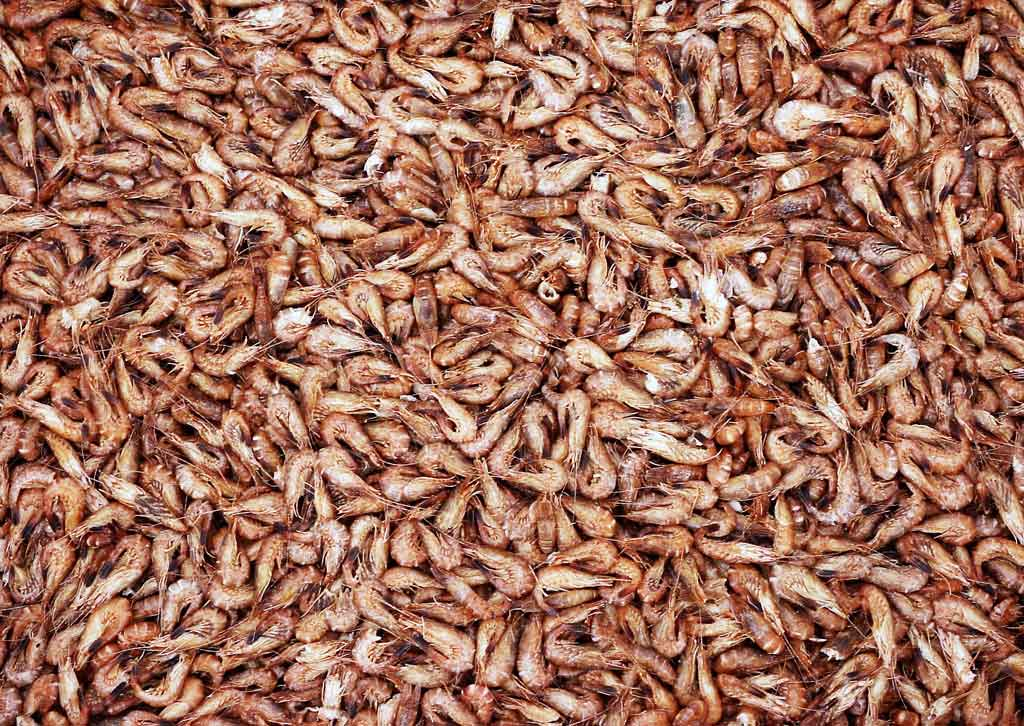